# ترميم الصور

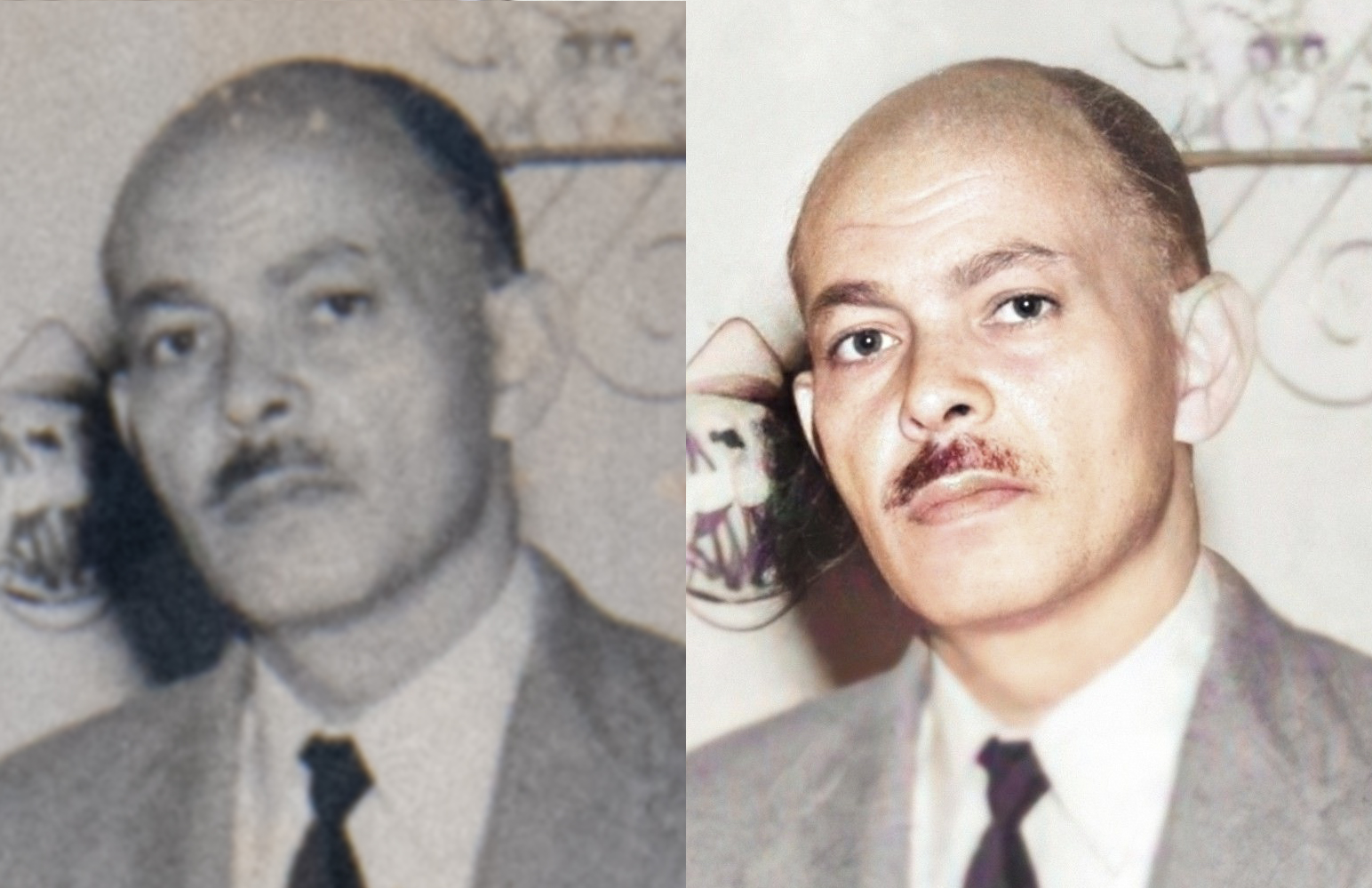

ترميم الصور أو تنميق الصورة (بالإنجليزية: Image restoration)‏ هي عملية استعادة الصور المتدهورة التي لا يمكن أن تؤخذ أو ترسم مرة أخرى. يمكن استعادة الصور الأصلية عن طريق معرفة مسبقة عن الأضرار أو التشوه الذي يتسبب في تدهور الصور مثل الشقوق والخدوش والغبار والبقع. يشمل الترميم كذلك الصور الملتقط بالكاميرات الحديثة التي تعرضت لتشوه بسبب مشاكل في النقل أو الظروف التي تم التقاط الصور فيها، كما هو الحال لصور البعثات الفضائية أو أجهزة الماسحات الطبية. عملية إزالة التفاف هو أحد الأمثالة على طريقة استعادة الصورة.
هناك عدة طرق تستخدم لمعاجة الصور، القديمة الكيميائية و الفيزيائة أو الحديثة الرقمية بواسطة الماسحات الضوئية والحاسوب.

## تاريخ
تعديل الصور وترميمها هي تقنية قديمة قِدم فن الرسم والفوتوغراف. حيثُ وجد في العصور الوسطى إلى وقت مبكر من عصر النهضة ، وهي مستخدمة حتى الآن لملئ الفجوات وإعادة الأجزاء المفقودة أو التالفة من الأعمال الفنية التي تأثرت بعوامل الزمن أو التخريب.
تم إستخدامها أيضاً في مجال السينما والتصوير الفوتوغرافي في الأفلام القديمة التي سجلت على وسائط تعرضت لتشوهات في الأرشفة.